# Medienfrauen Schweiz
Medienfrauen Schweiz ist ein Schweizer Verein, den die Journalistin Luzia Tschirky 2015 in Zürich als Netzwerk ins Leben rief. 2017 wurde er als Branchenverein gegründet.

## Vereinszweck
Das Ziel der Medienfrauen Schweiz ist es, den Austausch zwischen Frauen in der Medienwelt zu fördern, ihr Talent nach aussen sichtbar zu machen und ihnen als Verein eine Stimme zu geben. Zu einer gleichberechtigteren und „diverseren“ Medienbranche beizutragen, ist zentrales Anliegen des Vereins. Durch eine eigene Datenbank fördert der Verein, dass Expertinnen aus der Medienbranche in der Öffentlichkeit sichtbar gemacht und einfacher gefunden werden.

## Vorstand
Der Vorstand repräsentiert den Verein Medienfrauen Schweiz in der Öffentlichkeit, organisiert Podien, nimmt an Panels teil, versendet Newsletter und verfolgt das Ziel, den öffentlichen Diskurs im Sinne der Mitglieder und anderer Medienfrauen der Schweiz mitzugestalten. Das Vorstands-Engagement ist ehrenamtlich. Seit Juli 2022 sind Nicole Döbeli und Nadja Rohner die Co-Präsidentinnen des Vereins.

## Aktivitäten
Die Medienfrauen Schweiz initiierten 2017 eine breite Diskussion über Frauenförderung in den Medienhäusern. Laut einer Studie der Fachhochschule Nordwestschweiz verdient eine Journalistin in der Schweiz durchschnittlich 1100 Franken pro Monat weniger als ein männlicher Kollege.
Gemeinsam mit dem Verein ProQuote (Deutschland), dem Presseclub Concordia (Österreich) sowie dem Frauennetzwerk Medien in Österreich richteten die Medienfrauen Schweiz im Juni 2020 einen Appell an Medienhäuser und Politiker. Zu ihren Forderungen zählten unter anderem: „50 Prozent Frauen auf allen Führungsebenen in den Redaktionen und Medienhäusern. […] und gleiches Gehalt für gleiche Arbeit.“ Die Corona-Krise habe Frauen weltweit auch in den Medienberufen in Sachen Gleichberechtigung zurückgeworfen.
2021 unterstützten die Medienfrauen Schweiz einen offenen Brief von Tamedia-Journalistinnen, in dem diese die herrschende Macho-Kultur in Redaktionen anprangerten. Sie forderten mehr Anstand, standardisierte Verfahren bei Mobbing oder sexueller Belästigung und eine bessere Förderung von Frauen.